# Spawn: Armageddon
Spawn: Armageddon est un jeu vidéo de type hack 'n' slash développé par Point of View, Inc. et édité par Namco, sorti en 2003 sur GameCube, PlayStation 2 et Xbox.

## Accueil
- Jeuxvideo.com : 11/20[1]